# Campionati Internazionali di Sicilia 1979
I Campionati Internazionali di Sicilia 1979 sono stati un torneo di tennis giocato sulla terra rossa. È stata la 1ª edizione dei Campionati Internazionali di Sicilia, che fanno parte del Colgate-Palmolive Grand Prix 1979. Si sono giocati a Palermo in Italia, dal 17 al 23 settembre 1979.

## Campioni

### Singolare
Björn Borg ha battuto in finale  Corrado Barazzutti con il punteggio di 6–4, 6–0, 6–4

### Doppio
Peter McNamara /  Paul McNamee hanno battuto in finale  Ismail El Shafei /  John Feaver con il punteggio di 7–5, 7–6